# Prasmodon zlotnicki
Prasmodon zlotnicki är en stekelart som beskrevs av Valerio och Juan Manuel Rodriguez 2005. Prasmodon zlotnicki ingår i släktet Prasmodon och familjen bracksteklar. Inga underarter finns listade i Catalogue of Life.